# Осовцы (Волынская область)
Осовцы (укр. Осівці) — село в Камень-Каширской городской общине Камень-Каширского района Волынской области Украины.
Население по данным 2025 года составляет 1196 человек. Почтовый индекс — 264547. Телефонный код — 3357. Занимает площадь 2,811 км².

## История
В 1946 году указом ПВС УССР село Ольбле-Ляхское переименовано в Осовцы.